# Мемориал воинам-интернационалистам (Красноярск)
Мемориа́л во́инам-интернационали́стам в Красноярске расположен на Поклонной горе, на стыке улиц Дубенского и Игарской, близ Троицкого собора, у юго-западного угла Троицкого кладбища.
Авторы памятника: скульптор Борис Мусат, архитектор Сергей Геращенко.

## История
Памятник советскому воину-интернационалисту, выступающему из арки серого гранита с опущенным автоматом в руке, открыт на народные средства 2 августа 1994 года, в День Воздушно-десантных войск, как памятник воинам-афганцам. 
Памятник отреставрирован в 2005 году на средства городского бюджета и преобразован в мемориал: произведена облицовка красным гранитом, установлены плиты с именами всех красноярцев, погибших в Афганистане, Чечне, Таджикистане, Нагорном Карабахе; налажена современная система электроосвещения; к мемориальному комплексу добавлена боевая машина десанта БМД-1.